# Riley Boychuk
Riley Boychuk, född 20 februari 1991 i Abbotsford, British Columbia, är en kanadensisk före detta professionell ishockeyspelare (vänsterforward).
Riley har spelat 44 grundseriematcher i American Hockey League och gjort totalt 4 (1+3) poäng.